# Nepalesen in Österreich
Die Nepalesen in Österreich sind Bürger nepalesischer Herkunft in Österreich, meist temporäre Expatriaten, Flüchtlinge, aber auch einige permanent dort Lebende – gemeinsam mit ihren dort geborenen Abkömmlingen.
Insgesamt leben 1250 Nepalesen in Österreich. Die meisten von ihnen leben in der Bundeshauptstadt Wien, sprechen österreichisches Deutsch und Nepali. Die Religion der meisten österreichischen Nepalesen ist entweder der Hinduismus oder der Buddhismus, daneben gibt es in letzter Zeit auch einige Muslime unter den Nepalesen in Österreich.
Einige Nepalesen, die in Österreich leben, sind Asylbewerber und Flüchtlinge, viele von ihnen Lhotshampas (Bhutanesische Nepalesen), die aus Bhutan vertrieben wurden, oder aber auch Flüchtlinge als Opfer des Konflikts zwischen Maoisten und der nepalesischen Armeeführung. Nicht alle von ihnen wollen ihre Identität zugunsten der österreichischen aufgeben. Aufgrund des Freiraums innerhalb der Schengen-Staaten ist es auch schwer, ihre genaue Zahl, die über den offiziellen liegen dürfte, festzustellen.
Es gibt etwa 150 Universitäts-Studenten aus Nepal. Rund 100 nepalesische Staatsbürger wohnen permanent in Österreich. Darunter sind auch internationale Künstler sowie Komponisten zu finden.